# Vilko Anderlić
Vilko Anderlić (Posavski Bregi, 28. kolovoza 1882. – Sotin, 30. prosinca 1957.), hrvatski svećenik, pionir hrvatske socijalne misli.

## Životopis
Bio je svećenikom u Đakovačko-srijemskoj biskupiji. U Đakovu je predavao na Visokoj bogoslovnoj školi od 1911. do 1914. godine. Napisao je 1912. godine prvi priručnik katoličke društvene nauke  Sociologija.  Nakon profesorske službe bio je župnikom u Berku sve do 1930., a nakon toga u Sotinu sve do 1957. godine.
Uređivao je tjedni list Hrvatski borac iz Vukovara kojem je bio vlasnikom, izdavačem i odgovornim urednikom. Većinu je tekstova napisao on, najviše iz područja povijesti, sociologije, ekonomije, politike. List je hvalio ustaški pokret, no nije širio mržnju. Hvaljenje ustaša je bilo iz pobuda što je taj pokret shvatio kao pokret koji je uspio oživotvoriti samostalnu hrvatsku državu. Zbog stava o prijelazu grčkoistočnih vjernika u rimokatoličanstvo za vrijeme NDH, imao je problema s vlastima poslije rata, iako je u svojim novinama naglasio da prijelaz iz neka vrše oni u kojima se je zaista probudila svijest djedovske vjere. Budući da su se njegovi mjesni Srbi pismeno zauzeli za njega nakon rata, jer ih je upozorio da će biti oružničke akcije koje bi ih mogle ugroziti, poimence upozoravajući određene osobe koje će biti ugrožene, nije doživio sudbinu brojnih drugih svećenika. U dopisu je stajalo "Dr. Vilko Anderlić rimokatolički župnik u Sotinu nije širio mržnju na Srbe. Nije od nas Srba nikoga nagovarao na prelaz u rimo-katoličku vjeru i nije taj prelaz ni javno ni privatno odobravao. Što više baš njegovom zaslugom nije nitko od ovdašnjih Srba prešao na rimo-katoličku vjeru, a gdje je mogao pomogao je svakom Srbinu, koji se njemu obratio."

## Znanstveni doprinos
Anderlićev je znanstveni doprinos ostao manje poznat hrvatskoj javnosti jer je radio pri maloj izdavačkoj kući, djelovao je lokalno, a da je pisao za Društvo svetoga Jeronima vrlo je izvjesno da bi bilo suprotno. Anderlićeva su razmišljanja i postavke vrlo aktualna i danas, posebice s područja katoličkog društvenog nauka. Zato ga se smatra pionirom hrvatske socijalne misli.
Doktorirao je na početku i širenju reformacije u Hrvatskoj i Slavoniji. Doktorirao je u Budimpešti 1911. godine.

## Vanjske poveznice
- Diacovensia, Vol.14 No.2 Rujan 2004. Stjepan Baloban: socijalno djelovanje svećenika - poticaji dr. Vilka Anderlića (1882. – 1957.)
- Revija za socijalnu politiku  Arhivirana inačica izvorne stranice od 10. ožujka 2021. (Wayback Machine) Stjepan Baloban: Karitativni rad Katoličke Crkve kao ishodište socijalnog rada u Hrvatskoj
- Vladimir Lončarević: Vilko Anderlić - osnivač katoličke sociologije  Arhivirana inačica izvorne stranice od 3. rujna 2014. (Wayback Machine), Glas Koncila, 7. kolovoza 2011., str. 21